# Ходаківська Тетяна Миколаївна
Тетяна Миколаївна Ходаківська (нар. 22 жовтня 1980, Київ, Україна) — українська режисерка, режисерка монтажу та сценаристка, працює в кіно з 2007 року. Член Європейської кіноакадемії, Української кіноакадемії та Української гільдії режисерів, лауреатка кінопремії «Золота дзиґа».

## Життєпис
Тетяна Ходаківська народилася 22 жовтня 1980 року в Києві, Україна. Закінчила фізико-математичну школу. З 16 років працювала на телебаченні, закінчила факультет журналістики. 2007 року почала свою кар’єру в кіноіндустрії, є членкинею Української кіноакадемії.
З 2010 року Тетяна Ходаківська почала спеціалізуватися на фільмах із візуальними ефектами, комп’ютерною анімацією та використанням новітніх технологій. З 2015 року живе та працює в Нью-Йорку. Свою кар’єру  в американському кінематографі почала з великого документального проєкту для ООН. Окрім того, співпрацює з американським режисером Крейгом Кукровскі.
2016 року фільм «Манливий, Солодкий, Без меж або ж Пісні і танці про смерть», у якому Тетяна виступила як автор та режисер, став переможцем 5-го конкурсного відбору Держкіно. Світова прем’єра фільму відбулася 27 жовтня 2017 року  на міжнародному кінофестивалі Jihlava International Documentary Film Festival. Українська прем’єра фільму відбулася на міжнародному кінофестивалі Docudays UA, де фільм отримав дві спеціальні відзнаки: 
- «З його блаженними кінематографічними моментами й несподіваними сузір’ями (пальців і тканини, жестів і культурних ландшафтів), цей універсальний фільм про смерть (і те, що за нею) вразив нас самою майстерністю ручної роботи. Він зворушив своєю спокійною жагою життя».
- «За зухвалість експерименту без кордонів і подорож без межі»[9].

2020 року разом із Володимиром Запрягаловим стала лауреаткою кінопремії «Золота дзиґа» у номінації «Найкращий монтаж» за фільм «Фокстер і Макс».
2021 року Тетяну Ходаківську обрали до Ради Української гільдії режисерів. У травні того ж року Тетяна стала членкинею Європейської кіноакадемії.
2022 року — авторка та співкураторка виставки «Hi-Resolution: Ukrainian Culture and Contemporary Art Now!» в Нью-Йорку — в James Gallery від CUNY Graduate Center. Виставка представила 51 роботу 40 українських художників (кінець 1980-х — 2022). Співкураторами виставки були художники Олексій Сай та Микита Кадан та куратори Ксенія Малих, Катерина Карл (James Gallery) та Інга Лейс (Музей сучасного мистецтва).
Цього ж року Тетяна представила українських художників у події «Мистецтво під час війни», яку організували Інститут Гаррімана та Колумбійський університет.

## Фільмографія

### Режисерка
- 2007 — «Прощена неділя»
- 2008 — «Химия чувств»
- 2012 — «Ангели війни» (серіал)
- 2017 — «Манливий, солодкий, без меж або Пісні і танці про смерть»

### Сценаристка
- 2017 — «Манливий, солодкий, без меж або Пісні і танці про смерть»
- 2019 — «Фокстер і Макс»

### Режисерка монтажу
- 2006 — «Російський трикутник»[en] (Rusuli Samkudhedi)
- 2007 — «Прощена неділя»
- 2009 — «Охота на Вервольфа» (серіал)
- 2012 — «Ангели війни» (серіал)
- 2013 — «Без права на выбор» (серіал)
- 2013 — «Пастка» (серіал)
- 2014 — «Брати. Остання сповідь»
- 2014 — «Поводир»
- 2017 — «Манливий, солодкий, без меж або Пісні і танці про смерть»
- 2018 — «Piter by Каста»

- 2018 — «Затаив дыхание»
- 2019 — «Forte»
- 2019 — «Nordic Pulse»
- 2019 — «Фокстер і Макс»
- 2019 — «The Housesitters»
- 2021 — «The Man Behind the Camera»
- 2023 — «Довбуш»
- 2023 — «Junction»
- TBA — «3 Days Rising»
- TBA — «Bedlam: The Series» (серіал)[16][17]

## Нагороди
- Chicago International Film Festival (Gold Plaque)[2]
- Calcutta International Cult Film Festival (best directing)[2]
- US Unternational Film and Video festival (Silver screen)[2]
- 2018 — номінація на кінопремію «Золота дзиґа» у категорії «Найкращий документальний фільм» за фільм «Манливий, солодкий, без меж або Пісні і танці про смерть»[18]
- 2020 — кінопремія «Золота дзиґа» у номінації «Найкращий монтаж» за фільм «Фокстер і Макс»[10]